# (241528) Tubman
(241528) Tubman est un astéroïde de la ceinture principale et plus spécifiquement du groupe de Hilda.

## Description
(241528) Tubman est un astéroïde du groupe de Hilda. Il présente une orbite caractérisée par un demi-grand axe de 3,96 UA, une excentricité de 0,14 et une inclinaison de 3,6° par rapport à l'écliptique.

## Compléments